# AOL Instant Messenger
Pour les articles homonymes, voir AIM.
AOL Instant Messenger aussi appelé AIM était un client propriétaire de messagerie instantanée, de VoIP et de visioconférence apparu en 1997 et proposé par AOL.
AIM permettait d'utiliser une webcam pour de la visioconférence. Si vous ne disposez que d'une ancienne version d'AIM, vous pouviez avoir recours au logiciel « Logitech IM Video Companion ».
AIM était similaire à ICQ, logiciel sur lequel il se base. Il utilisait en effet le même protocole : OSCAR (Open System for Communication in Realtime qui signifie système ouvert pour la communication en temps-réel).
Le 6 octobre 2017, Verizon annonce la fermeture de ce service le 15 décembre 2017.

## Logiciels compatibles
Il était également possible d'utiliser des logiciels compatibles avec ce réseau pour pouvoir communiquer avec des utilisateurs AOL Instant Messenger (AIM) tels que Pidgin, Adium (Mac OS X) ou Messages (anciennement iChat) sur Mac OS X.
Un partenariat a été créé entre AOL et Google pour permettre à Gtalk et AIM d'être inter-opérables.